# Larrea
Larrea, rod bilja iz porodice dvoliskovica, dio potporodice Larreoideae. Pripadaju joj pet vrsta grmova i drveća, uglavnom iz Južne Amerike, jedna je endemična samo za Sjevernu Ameriku (Meksiko i SAD)

## Vrste
1. Larrea ameghinoi Speg.
2. Larrea cuneifolia Cav.
3. Larrea divaricata Cav.
4. Larrea nitida Cav.
5. Larrea tridentata (DC.) Coult., Meksiko i SAD
6. Larrea ×simulans Sandwith